# Такаги, Такэо
Такэо Такаги (яп. 高木武雄 Такаги Такэо, 25 января 1892, Иваки, префектура Фукусима — 8 июля 1944, Сайпан) — адмирал Японского императорского флота во время Второй мировой войны. Участник и командующий ряда сражений начального периода войны. Погиб во время авианалёта на острове Сайпан, где находился с инспекцией.

## Биография
Такаги родился в городе Иваки (префектура Фукусима). В 1911 году он окончил 39-й класс Военной академии Императорского флота с 17-м результатом среди 148 других курсантов. Мичманом он служил на крейсере Асо и на Сикисиме; после комиссования стал энсином на крейсере Асама и линкоре Кавати.
Повышенный до лейтенанта Такаги был переведён на подлодку S-15, после окончания дополнительного обучения навигации и торпедному вооружению стал строевым офицером корабельной службы, а затем стал капитаном подлодки S-24. Такэо окончил Высшую военную академию флота в 1923 году, после чего был повышен до лейтенант-коммандера и получил командование подлодкой Ro-28, а затем — Ro-68 (в 1926). Через два года получил звание коммандера и занимал несколько штабных должностей. В 1931 году Такаги посылали в США и Европу в 1931, а на следующий год он стал капитаном 1-го ранга.
С 1933 года Такаги было последовательно передано командование крейсерами Нагара, Такао (1936) и Муцу (1937), а в 1938 Такаги стал контр-адмиралом. В 1939 он стал командиром 2-го отряда Имперского японского флота.
В начале войны на Тихом океане Такаги стал командовать силами поддержки в Филиппинской операции: в частности, его суда прикрывали высадку на Яву. Он был в высшем японском командовании во время сражения в Яванском море, потопил два крейсера и три эсминца ценой потери единственного эсминца.
Такаги получил звание вице-адмирала 1 мая 1942 года. Он был командиром отряда авианосцев Сёкаку и Дзуйкаку в операции MO, будучи таким образом самым высокопоставленным японским командиром в сражении в Коралловом море.
В ноябре 1942 года Такэо стал командующим охранного района Мако, а в апреле 1943 — охранного района Такао. 21 июня 1943 Такао снова направили на фронт, он стал командующим 6-м флотом, состоящим из подводных лодок.
Такаги погиб во время авианалёта на острове Сайпан в 1944 году, где находился с инспекцией. Посмертно получил звание полного адмирала.